# Артемій (Кищенко)
Архієпи́скоп Арте́мій (Олександр Анатолійович Кищенко; 25 квітня 1952, Мінськ — 22 квітня 2023) — єпископ Білоруського екзархата Російської православної церкви, архієпископ Гродненський та Волковиський.

## Життєпис
1969 — після закінчення школи поступив до Білоруського інституту механізації та електрифікації сільського господарства.
1973—1975 — відбував службу у большевицькій армії.
1975—1976 — був послушником у Псковсько-Печерському монастирі.
1976 — поступив до Лєнінградської духовної семінарії.
8 жовтня 1978 — пострижений в ченця.
7 лютого 1982 — призначений псаломником Успенської церкви міста Олонця Карелія.
21 лютого 1982 — призначений в диякони на служіння в Олонецькій Успенській церкві.
28 вересня 1982 — головою комітету при Священному синоді російської православної церкви направлений у розпорядження митрополита Мінського та Білоруського Філарета (Вахромєєва), патріаршого екзарха Західної Європи, для проходження церковно-приходського служіння в Храмі свого дитинства.
24 березня 1984 — рукопокладений в ієрея та призначений священиком Олександро-Нєвського храму.
18 квітня 1993 — зведений в сан протоієрея.
3 січня 1996 — пострижений в чернецтво з іменем Артемія, великомученика Антіохійського. 8 січня — зведений в сан архімандрита.
4 лютого 1996 — хіротонія в єпископа Гродненського та Воковиського.
1997—1998 — був головою ради центру православного просвітництва в ім'я преподобної Єфросинії Полоцької.
9 вересня 2004 — присвоєний вчений ступінь кандидата богослов'я за дисертацію «Введення до православного богослов'я».
2006 — поступив до Християнської теологічної академії м. Варшави. Закінчив у 2007. Тоді ж присвоєний ступінь магістра богослов'я за дисертацію на тему: «Проблеми викладання предмету „Катехизис“ в країнах колишнього Совєцького Союзу».
18 липня 2012 — зведений в сан архієпископа.
21 лютого 2013 — захистив дисертацію «Історія Гродненської Православної єпархії у 1921—1939 рр.», після чого був присвоєний вчений ступінь доктора теології.
15 липня 2020 року був чи не єдиним єпископом Білоруського екзархату, який відкрито і чітко виступив проти побиття людей на протестах в Білорусі.
9 травня 2021 синод РПЦ затвердив рішення Білоруського екзархату про відсторонення у служінні архієпископа Артемія (Кіщенка).

## Нагороди
- Орден преподобного Сергія Радонезького ІІ ступеню (29 грудня 1999);
- Орден святого благовірного князя Данила Московського ІІ ступеню (25 квітня 2002);
- Орден святої преподобної Єфросинії Полоцької (5 червня 2002);
- Орден святого преподобного Серафима Саровського ІІ ступеню (4 лютого 2006);
- Орден святителя Кирила Туровського І ступеню (25 квітня 2007;
- Орден святителя Інокентія, митрополита Московського та Коломенського, ІІ ступеню (2012)[5][6]